# Гаврик Максим Степанович
Макси́м Степа́нович Га́врик (нар. 3 лютого 1968 — 11 квітня 2018) — солдат Збройних сил України, учасник російсько-української війни. Старшина. У 2015 році присвоєно військове звання прапорщик[джерело?]

## Життєпис
Народився 1968 року в місті Харків.
Ветеран війни в Афганістані (1986—1988 роки, сапер 350-го ПДП ВДВ), де зазнав поранення.
Учасник бойових дій на сході України від початку, сапер, командир відділення 22-го батальйону «Харків» — пішов добровольцем за мобілізацією. Згодом підписав контракт; воював у Станиці Луганській, Трьохізбенці, Мар'їнці.
Збирався на навчання до НЦ інженерних військ у місті Кам'янець-Подільський — вдосконалювати саперні навички.
11 квітня 2018 року серце воїна зупинилось від інфаркту в потязі, коли він їхав у службових справах.
Похований у Харкові.
Без Максима лишились дружина та син Владислав Гаврик, нападник збірної України з хокею.

## Нагороди та вшанування
- орден Червоної Зірки
- медаль «За бойові заслуги»
- нагороджений відзнакою «За розмінування» (листопад 2018, посмертно).